# 般若寺

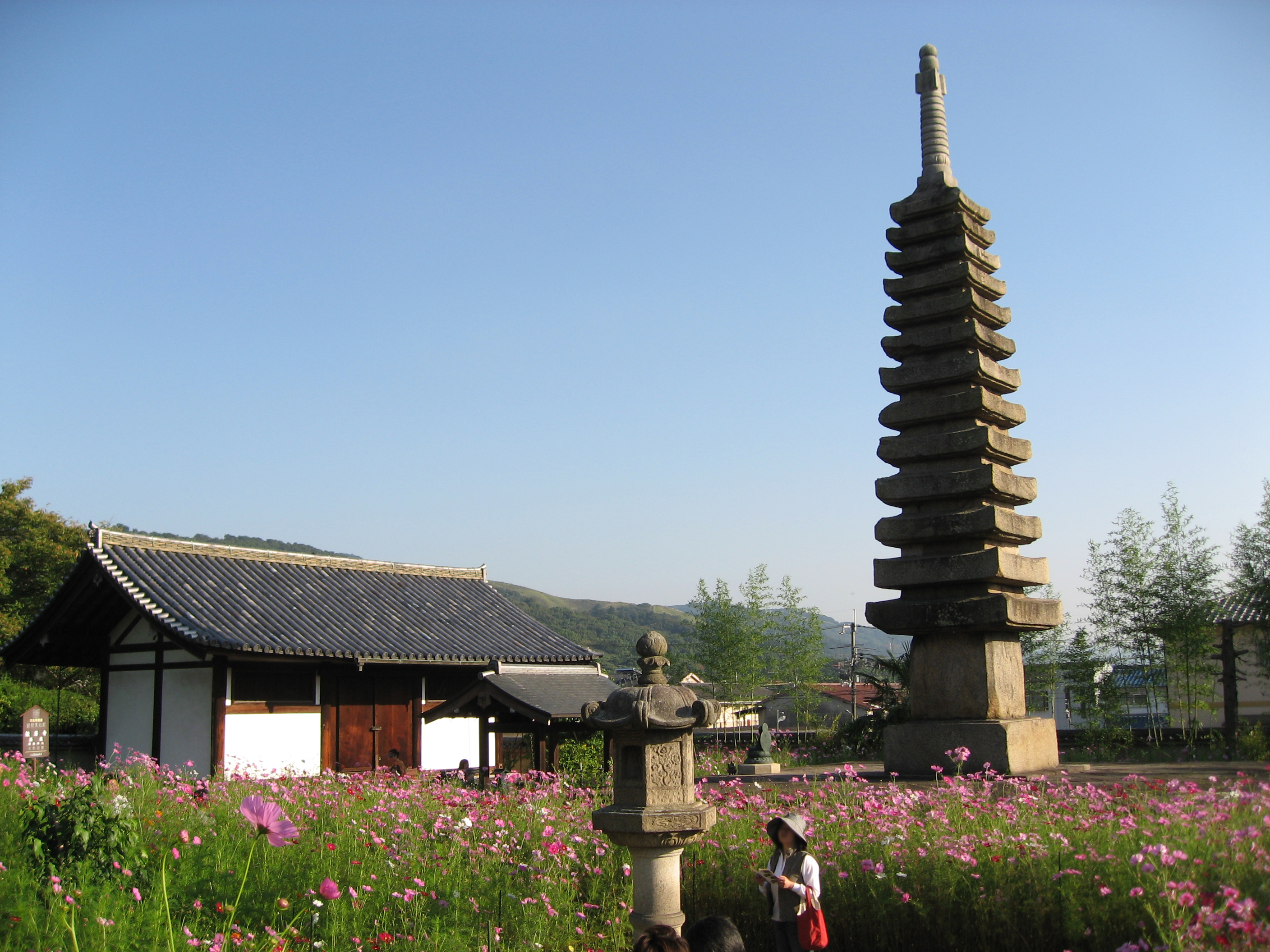
般若寺経蔵（左）と十三重石塔（右）、共に重要文化財

般若寺（はんにゃじ）は、奈良県奈良市般若寺町にある真言律宗の寺院。山号は法性山。本尊は文殊菩薩。コスモス寺の名で知られる。

## 歴史
当寺は東大寺大仏殿や正倉院の北方、奈良坂と呼ばれる登り坂を登りきった地点に位置する。般若寺楼門前を南北に通る道は「京街道」（京都側からは「奈良街道」あるいは「大和街道」）と呼ばれ、大和国（奈良県）と山城国（京都府）を結ぶ古代以来の重要な道であった。この道はまた平城京の東端を南北に通っていた東七坊大路（東大寺と興福寺の境をなす）の延長でもある。

### 創建以降
当寺の創建事情や時期については正史に記載がなく、創立者についても諸説あり正確なところは不明である。ただし、当寺の境内からは奈良時代の古瓦が出土しており、奈良時代からこの地に寺院が存在していたことは確かである。
寺伝では、舒明天皇元年（629年）に高句麗の僧・慧灌による創建とされる。天平7年（735年）に聖武天皇が平城京の鬼門を守るために伽藍を建立し、十三重石塔も建てて天皇自筆の大般若経が安置されたとする。また、これが当寺の寺名の由来でもあるというが、これらを裏付ける史料はない。
別の伝承では白雉5年（654年）に蘇我日向が孝徳天皇の病気平癒のため創建したともいう（『上宮聖徳法王帝説』裏書）。
鎌倉時代の文永4年（1267年）、当時の本尊・文殊菩薩像を開眼供養した際の願文（がんもん）では、「般若寺は聖武天皇が創建し、平安時代に僧観賢によって再興された」とする説を採用している。しかし、観賢（854年 - 925年）が関与した「般若寺」は山城国（現・京都市右京区鳴滝般若寺町）にあった寺であり、上記の説は同名別寺院を混同したものである。この、観賢再興説が誤りであるという点は、すでに江戸時代・享保20年（1735年）刊の『奈良坊目拙解』（村井古道著）で指摘されている。
信頼できる史料における「般若寺」の初出は、天平14年（742年）10月3日付の「金光明寺写経所牒」（正倉院文書）であるとされている。ただし、これについても、今の奈良県香芝市にあった片岡寺（別名般若寺）を指すとみる説もある（なお、同市の般若院を片岡寺の尼寺を引き継いだ寺とする説もある。また、蘇我日向が建てた般若寺を片岡寺に充てる東野治之の説もある。）。この事例を外した場合には、『日本三代実録』貞観5年（863年）9月26日条に登場する「添上郡般若寺」が初出ということになる。
その後平安時代末頃までの歴史はあまり明らかでないが、学問寺として千人の学僧を集めて栄えたという。しかし、治承4年（1180年）の平重衡による南都焼討の際には、東大寺、興福寺などとともに当寺も焼け落ちてしまい、その後しばらくは廃寺同然となっていたようである。

### 鎌倉時代以降
廃寺同然となっていた当寺であるが、鎌倉時代に入って再興が進められた。寺のシンボルとも言える十三重石塔は僧・良恵（りょうえ）らによって建立され、建長5年（1253年）頃までに完成した。その後、西大寺の僧・叡尊によって本尊や伽藍の復興が行われた。叡尊は西大寺を本山とする真言律宗の宗祖で、日本仏教における戒律の復興に努め、貧者・病者救済などの社会事業を行ったことで知られる。当寺の位置する奈良市街北方地域は中世には当時「非人」と呼ばれて差別された病者・貧者などの住む地域であり、当寺の近くには「北山十八間戸」（国の史跡）というハンセン病などの不治の病の人を収容する施設もあった。叡尊は建長7年（1255年）から般若寺の新たな本尊・文殊菩薩像の造立を始め、文永4年（1267年）に開眼供養が行われた。この文殊像は獅子の上に乗った巨像で、完成までに実に12年を要した。
当寺は鎌倉時代後期には南朝側にあったため、後醍醐天皇の御願により天皇の護持僧文観房弘真によって倒幕祈願の文殊菩薩（現・本尊）が造像されている。像の胎内には「金輪聖主御願成就」と記されている。
延徳2年（1490年）の火災によって堂舎が焼失したが、その際叡尊によって供養された本尊の文殊菩薩像も焼失している。また、永禄10年（1567年）の東大寺大仏殿の戦いでの兵火によって主要伽藍が焼失している。
寛文7年（1667年）に本堂（奈良県指定有形文化財）が再建されたが、その際に経堂にあった文殊菩薩像を本堂に移し、新たな本尊としている。
明治時代初期の廃仏毀釈でも甚大な被害を受けた。近代に入ってからは寺は荒れ果て無住となり本山の西大寺が管理していた時代もあったが、太平洋戦争後になって諸堂の修理が行われ、境内が整備されている。なお、般若寺の客殿は実業家畠山一清によって東京都港区白金台に移築され、太平洋戦争後は料亭「般若苑」として営業していた（現在は廃業）。
境内には約15万本30種類のコスモスが植えられている。

## 十三重石宝塔
重要文化財。高さ12.6メートル。聖武天皇による創建を伝えるが、現在の塔は観良房良恵上人が勧進し、南宋から来日した石工・伊行末（いぎょうまつ）、息子の伊行吉（いぎょうきち）らの手で建長5年（1253年）に建てられたものである。塔には顕教四方仏が彫られている。1964年（昭和39年）に解体修理されたが、その際に塔内より多数の納入宝物が発見されている。聖武天皇所縁の金銅製阿弥陀如来立像も発見され、現在は秘仏特別公開期間のみ公開される。同時に塔内納入宝物も公開される。日本の代表的な石塔の一つである。楼門を入って正面、本堂から見ても南正面に位置し、当寺の信仰の中心となっている。

## 境内

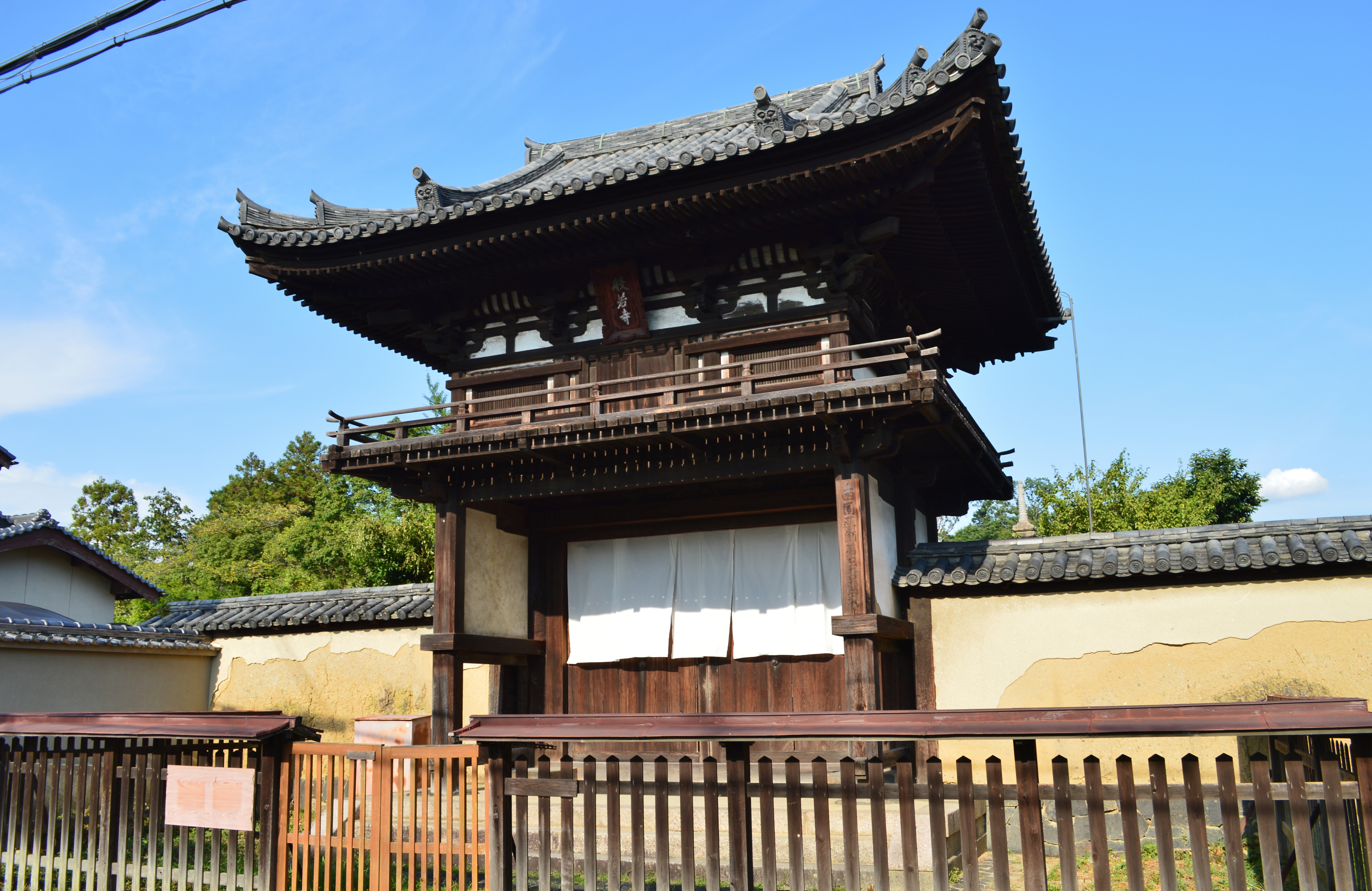
楼門

- 本堂（奈良県指定有形文化財） - 入母屋造、本瓦葺き。棟木に寛文7年（1667年）上棟の銘がある。
- 十三重石塔（重要文化財） - 解説は既述。
- 経蔵（重要文化財） - 様式上、鎌倉再興期の建立とみられる、切妻造の小規模な建物。解体修理の結果、建立当初は経蔵ではなく、土間床の建物であったことが判明している。建物の本来の用途は未詳[6]。
- 笠塔婆 2本（重要文化財） - 伊行末の子・伊行吉により、伊行末を供養するために弘長元年（1261年）に当寺境内の南方に建立された[5]。室町時代には平重衡の墓だと考えられるようになっていた。明治時代に入って廃仏毀釈により破壊されたが、1892年（明治25年）に現在地に移設された。
- 鎮守社 - 祭神：伊勢神宮、春日社、八幡宮
- 宝蔵堂
- 西国三十三所石仏群 - 元禄15年（1702年）に山城国の寺島氏が自身の病気平癒の御礼に寄進したもの[5]。
- 庫裏
- 地蔵堂
- 平和の塔 - 1989年（平成元年）建立。広島市の爆心地で燃えていた火と長崎市の被爆瓦で起こした火を合わせた「原爆の火」が灯されている。
- 鐘楼 - 元禄7年（1694年）再建。
- 楼門（国宝） - 入母屋造・本瓦葺きの楼門（2階建て門）。民家の建ち並ぶ京街道に面し、西を正面として建つ。鎌倉時代の文永4年（1267年）に廻廊の西門として建立されたもの[5]。下層は1間、上層は3間とする。長押を多用し、和様を基調としつつ、上層の組物など細部には大仏様（よう）の意匠を多用する。上層の出組の組物は外部から見ると複雑な構造に見えるが、建物内部では柱が直接桁（屋根の垂木を支える水平材）に達する単純な構造で、組物は使われていない。つまり、上層の組物は外側から釘止めまたは枘（ほぞ）差しとした見せかけのもので、このような構造の建物は非常に珍しい[7]。楼門としては日本最古の作例である[5]。

## 文化財

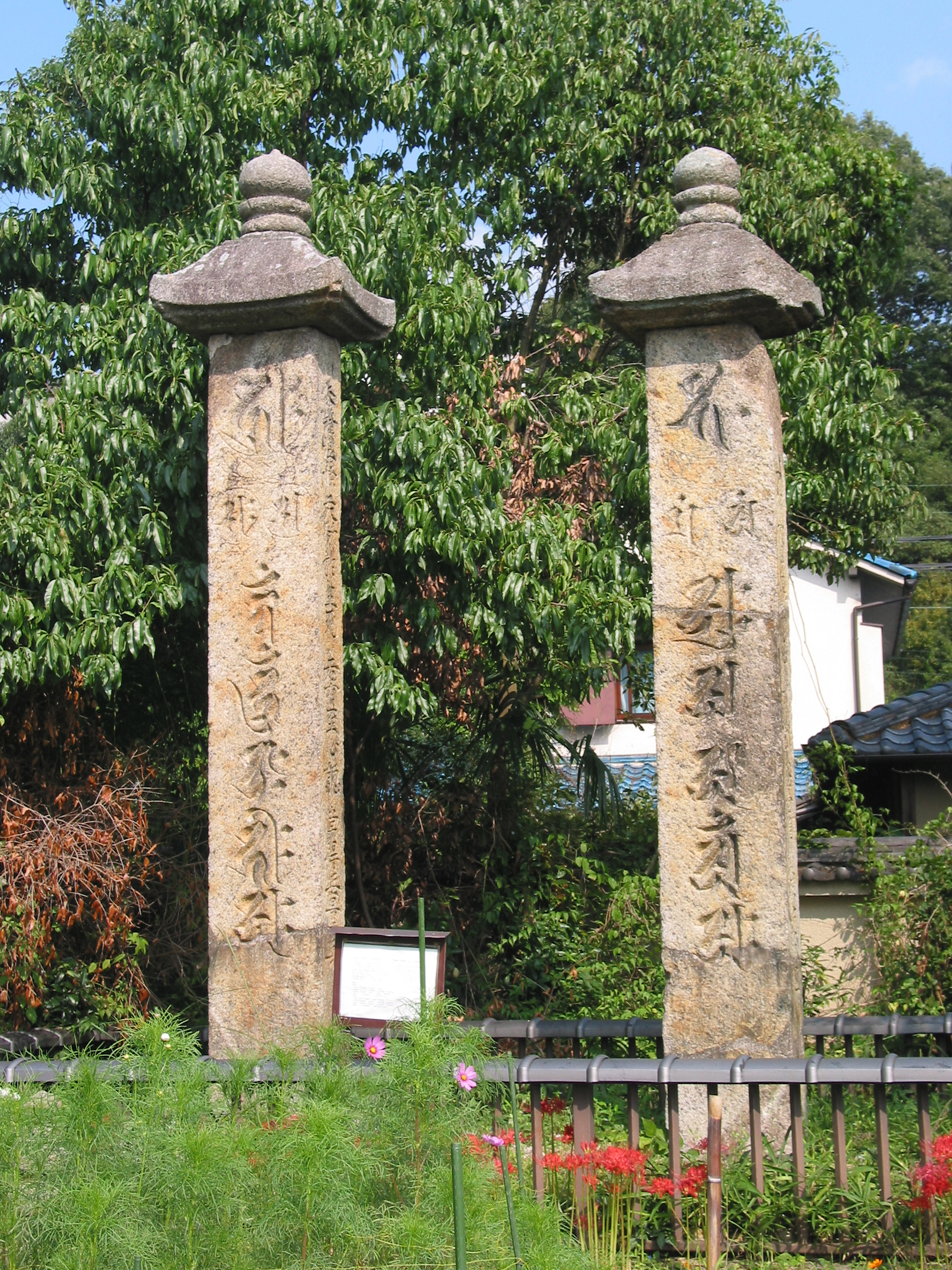
笠塔婆

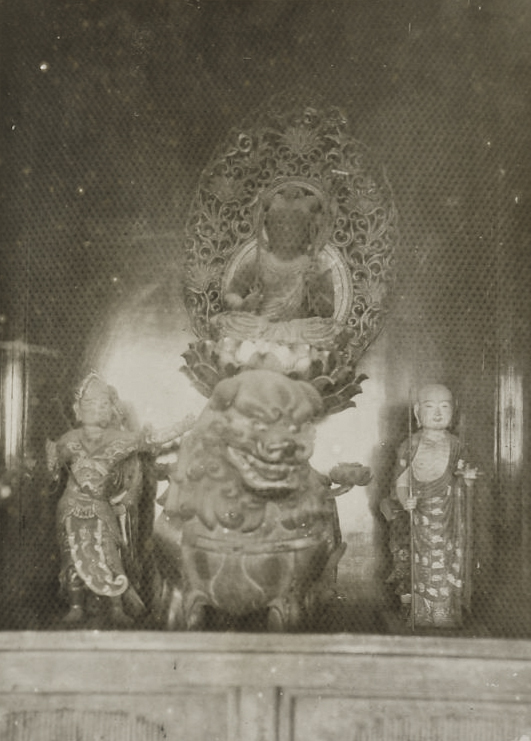
『木造文殊菩薩騎獅像（本堂安置）』（康俊・康成作、文観発願、重要文化財）

### 国宝
- 楼門

### 重要文化財
- 十三重石塔（附：旧石造相輪、旧銅製相輪）
- 経蔵
- 銅造薬師如来立像 - 奈良時代末から平安時代初期の作。奈良国立博物館に寄託。
- 木造文殊菩薩騎獅像 - 本尊で本堂安置。元亨4年（1324年）、絵仏師・文観房弘真が発願・監修し、実制作は興福寺大仏師の康俊と小仏師の康成の作。もとは経蔵に安置されていた。般若寺の鎌倉再興期に叡尊が造立した文殊菩薩像が延徳2年（1490年）の火災で焼失したため、代わりに本尊とされたものである。
- 木造寺門扁額 - 嵯峨天皇の宸筆とされる。奈良国立博物館に寄託。
- 厨子入舎利塔 - 奈良国立博物館に寄託。
- 紙本墨書叡尊願文 - 東京国立博物館に寄託。
- 笠塔婆 2基 - 十三重石塔を建てた伊行末の息子・伊行吉によって建立された石塔婆。現在、本堂手前右側にあるが、当初は寺外の墓地の入口にあった。「考古資料」として重要文化財に指定されている。
- 石造十三重塔内納置品 一括 - 1964年（昭和39年）から翌年にかけての十三重石塔解体修理の際に塔内から取り出されたもの。奈良時代の銅造如来立像をはじめ、小仏像、舎利塔、宋版法華経などがある（明細は後出）。

### 奈良県指定有形文化財
- 本堂

### その他の文化財
- 木造四天王立像 - 本堂安置、室町時代。
- 木造不動明王坐像 - 本堂安置、江戸時代。
- 石灯籠 - 本堂前に立つ。鎌倉時代後期の作。
- 唐櫃 - 鎌倉時代の大般若経の経箱で、南朝の大塔宮護良親王が笠置より吉野へ逃れる際に、身を潜め難を免れたと伝わる。

## 花ごよみ
- ヤマブキ（4月）
- アジサイ（6月 - 7月）
- コスモス（6月 - 11月）

## 前後の札所
関西花の寺二十五霊場
16 浄瑠璃寺　-　17 般若寺　-　18 白毫寺
西国薬師四十九霊場
2 霊山寺　-　3 般若寺　-　4 興福寺東金堂
大和北部八十八ヶ所霊場
14 空海寺　-　15 般若寺　-　16 高林寺

## 所在地
- 奈良県奈良市般若寺町221

## アクセス
- JR関西本線（大和路線）・奈良線・桜井線 奈良駅、近鉄奈良線 近鉄奈良駅から奈良交通バス・般若寺下車徒歩5分。